# Велики географски открития
Велики географски открития е понятие, с което се назовава дълъг процес по откриване и изследване на непознатите дотогава части от планетата от гледна точка на средновековните европейци. Той е причинен от търсенето на нови морски пътища към богатите източни страни (Индия, Китай, Япония), по-късно е подхранен от откриването на големи количества злато и сребро в Америка, а от ХVІІІ в. водещи стават научните търсения. Великите географски открития обхващат период от пет века – от началото на ХV до началото на ХХ в. Главни действащи държави са Португалия, Испания, Франция, Англия, Нидерландия, Русия. Откритията са явление с огромни исторически последици – те водят до създаването на колониалните империи, обогатяват научните познания в повечето сфери на живота, раздвижват европейската икономика и превръщат Европа в доминиращ континент на планетата.

## Название
За първи път това понятие е въведено от германския изследовател и пътешественик Александър фон Хумболт през 1808 г. Днес формулата Велики географски открития се използва от руската школа и в бившите комунистически страни, които са повлияни от нея. Англо-саксонската школа нарича явлението Age of Discoveries (Епоха на откритията) или Geographical Discovery and Explorations (Географски открития и изследвания). Подобно е отношението и в другите западноевропейски езици.

## Времеви обхват и етапи
Сравнително единодушно е мнението, че епохата на Великите географски открития започва с португалските изследвания по африканското крайбрежие през ХV в. Краят обаче е по-труден за определяне. В класическото разбиране Великите открития приключват през ХVІІ в. след откриването на Австралия. Дотогава представата за света е вече сравнително точна. Това означава обаче, че тук се изключва откриването на Антарктида и всички значими изследвания през ХVІІІ и ХІХ в. Всъщност през ХVІІ в. все още остават хиляди неизвестни, тепърва стотици пътешественици ще посветят живота си на тяхното разгадаване. По-приемливо е виждането, че процесът, който започва през ХV в., не приключва преди ХХ в. Едва през последните сто години планетата е достатъчно проучена. Днес подобни изследвания са съсредоточени в най-специфичните научни сфери и нямат онова глобално значение от предишните столетия.
Условно могат да се разграничат три етапа на Великите географски открития:
Откриване на континентите и главните черти на земната география (ХV – ХVІ в.). На този етап откритията са по-скоро стратегически, икономически и политически, отколкото научни. Извършват се предимно по море. Най-активни са Португалия и Испания, които създават колониални империи. Ключовите откриватели и изследователи са Бартоломеу Диаш, Христофор Колумб, Вашку да Гама, Фернандо Магелан, Джон Кабот.
Преход към научен характер на изследванията (ХVІІ – ХVІІІ в.). Откритията вече не са така глобални и не променят толкова основно географските представи, но все пак се попълват огромни бели петна, особено по море. Държавите-двигатели на процеса се сменят и вече главна роля имат Нидерландия, Англия (Великобритания), Франция и Русия. Най-важни имена са Абел Тасман, Рене Робер дьо ла Сал, Витус Беринг, Джеймс Кук, Франсоа дьо Лаперуз.
Научни изследвания на вътрешността на континентите и полярните региони (ХІХ – началото на ХХ в.). Изследванията са посветени на подробностите по географията на континентите. Технологиите са достатъчно напреднали и изследователите достигат до самите полюси. Включват се редица нови държави, не само европейски, но и бившите колонии. Прочуват се Дейвид Ливингстън, Николай Пржевалски, Луис и Кларк, Робърт Пири, Руал Амундсен.

## Предистория
Периоди на активно мореплаване е имало и в древността (финикийците), както и извън европейския свят (например в Източна Азия), но едва Великите географски открития довеждат до цялостно опознаване на света. Най-големи постижения в мореплаването преди периода на Великите географски открития постига китайският адмирал Джън Хъ (Zheng He), който в първите три десетилетия на XV век извършва седем пътешествия от Китай през Индийския океан, като достига до Червено море, от Мека на север и до Малинди на юг.

### Ситуацията в Западна Европа
През Средновековието Западна Европа е сравнително бедна част от света. Сред населението ѝ се развива увереността, че Изтокът се къпе в приказни богатства. Пътуванията на Джовани да Плано Карпини, Марко Поло и Вилхелм де Рубрук подхранват тези настроения. Смята се, че в далечните източни страни има големи количества злато, скъпоценни камъни, слонова кост, луксозни вещи (фин порцелан, парфюми, копринени и брокатени тъкани), гори от подправки. Тези стоки са познати на европейците, но не са достъпни на по-голямата част от обществото. Първият проблем е, че връзката с Изтока е предимно сухопътна и минава през непознати и опасни страни. Малко хора дръзват да тръгнат, рискувайки живота си. Вторият са големите разстояния (10 – 15 хиляди километра), което оскъпява товара изключително много. Монополист тук се оказва Венецианската република, която натрупва своите богатства от 30 – 40 пъти завишените цени. Според господстващата по това време представа за света морски път до Индия и Китай не съществува.
През ХV в. в Европа се случват редица събития, които улесняват презокеанските плавания. Едно от тях е краят на Стогодишната война между Англия и Франция през 1453 г. С това Франция за първи път от 600 години се оказва сравнително обединена под властта на краля. За Англия смутните времена приключват чак с възкачването на Тюдорите през 1485 г., но те бързо издигат страната на върховете на европейската политика. Другото важно събитие е краят на Реконкистата през 1492 г. Той освобождава Кастилия за участие в изследванията, докато в Португалия процесът на освобождаване е приключил още през ХІІІ в. Общият процес на централизация на големите западни монархии е важна предпоставка за успеха на първите плавания.
Обикновено се подчертава, че разрастването на Османската империя попречва на търговските връзки и предизвиква търсенето на морски пътища. Ключови са две събития – падането на Константинопол през 1453 г. и завладяването на Сирия и Египет през 1517 г. Истината е, че само второто събитие може да попречи на източната търговия, а то се случва много след като започва търсенето на морски път. Така че не експанзията на османците, а ревността на иберийските монархии към богатствата на Венеция е причина за началото на Великите географски открития.

### Технологични предимства на европейците
До ХV в. западноевропейците не са сред лидерите на технологичния прогрес. Повечето познания за навигационните средства имат от арабите. От тях те усвояват компаса (през ХІV в.), астролабията (ХІ в., но едва през ХVІ в. тя е пригодена към европейските ширини) и бусолата. От по-голямо значение е фактът, че европейците успяват да създадат огнестрелни оръжия с истинско практическо приложение – аркебузи, бомбарди и достатъчно добри оръдия. Те ги поставят на корабите си и при първите сблъсъци с местното население успешно ги използват за налагане на господството си. Португалците изобретяват и леките кораби каравели. Освободени от гребци, те могат да поемат повече товар и плават на несравнимо по-големи разстояния. Проблемът с непостоянството на вятъра се решава чрез усъвършенстване на системата от платна.

### Революция на географските представи
Сред образованите личности на средновековието представата, че светът е плосък и има краища никога не е съществувала. Това е така, защото арабите запазват знанията на древните гърци и римляни и ги предават на европейците. Това се случва в най-голяма степен в Италия и Испания – страните с чувствително мюсюлманско присъствие. Още от ХІV в. италианските картографи – най-добрите в Европа – отразяват това виждане в картите си. Когато принц Енрике Португалски събира картографи, астрономи и други учени мъже в Сагриш, този въпрос изобщо не стои. Революцията е в друго отношение.
През Късното средновековие най-популярната карта на света е създадената от египетския картограф Птолемей през ІІ в. от н. е. Тя показва, че океаните са обградени навсякъде от суша, без връзка помежду си. Ако това е вярно, всякакво търсене на морски пътища е безсмислено. Но Енрике не иска да приеме това за факт. Той се надява, че Птолемей греши и още от първата експедиция край Африка си поставя за цел да заобиколи този континент. Начинанието му е смела стъпка към модерното възприемане на света.

## Ранни географски открития (ХV – ХVІ в.)

### Португалски плавания край Африка
Инициатор на португалските изследвания по африканския бряг и следователно на целия процес на Великите географски открития е португалският принц Енрике, син на крал Жоао І, известен с прозвището си Мореплавателя. Макар никога да не е плавал, той е запленен от идеята за достигането на далечните страни. Желанието да се разпространява християнството и да се установят връзки с тайнствени християнски кралства също е мотив за изследователската дейност. През 1415 г. португалците превземат африканската крепост Сеута, а по-късно откриват Азорските острови. Но Енрике не се изкушава от търсения в океана. Той събира в Сагриш учени и моряци и започва да ги изпраща край африканския бряг.
През 1433 г. собственият му адютант Жил Еаниш се отправя на юг, но не посмява да премине нос Бохадор. Това е крайната позната на европейските точка и преминаването ѝ буди основателни страхове. Говори се, че отвъд нея кожата става черна, а слънцето изгаря корабите. Морето е пълно с чудовища, а бреговете – с кръвожадни диваци. На следващата година обаче, заплашен с най-строги мерки, той се осмелява да продължи и открива спокойно море. Делото му е подето от Нуно Трищао, който през 1443 г. заобикаля Кабо Бланко (най-западната точка на континента). До смъртта на Енрике през 1460 г. португалските моряци стигат до Гвинейския залив, който в началото смятат за край на Африка. Когато се разбира, че това не е така, плаванията продължават.
В новоусвоените райони португалците отвличат роби, откриват злато и слонова кост. Основават база в Елмина. Папата благославя експедициите и ги обявява за кръстоносни походи. През 1479 г. сключват мир с кастилците в Алкасоваш, според който Кастилия признава правото на Португалия да експлоатира всички земи на юг от Бохадор с изключение на Канарските острови. Следват експедициите на Диого Као (1482 – 1486), който достига до устието на река Конго и нос Крос и на Бартоломео Диаш. С изричното нареждане да не спира преди да стигне края на Африка, през март 1488 г. той се озовава на изток от нос Добра надежда. Уверил се, че брегът трайно завива на север, той се връща в Португалия с триумфалната новина, че пътят към Индия е открит.

### Откриване на Америка и достигане до Индия
По време на тези експедиции португалците узнават нещо, което никой друг още не знае – че Африка стига много по на юг, отколкото показват древните карти. А щом Земята е толкова голяма по линията север-юг, трябва да е много по-голяма и по линията изток-запад. Ето защо, когато един генуезки авантюрист на име Христофор Колумб предлага на крал Жоао ІІ да стигне до Индия чрез плаване на запад, португалците не приемат. Те знаят, че тя не е на 300 – 400 левги, както твърди той, а много по-далеч. Колумб се явява след това пред испанската кралска двойка Фернандо и Изабела. Предлага същото и след падането на Гранада през януари 1492 г. получава правото да екипира три малки каравели за търсене на Индия.
Неговото първо плаване е най-известният момент от Великите географски открития. На 12 октомври 1492 г. той достига земя на около 2500 km на запад – едно от Бахамските островчета, наречено от него Сан Салвадор. Убеден, че това е част от Азия, близо до Индия, той назовава местните хора индианци. Въпреки усилията му обаче не открива убедителни доказателства, че е достигнал източните страни. Връщането му в Испания предизвиква сензация. На пръв поглед изглежда, че с един замах испанците са обезсмислили всички усилия на португалската корона и са отмъкнали Индия под носа ѝ. Португалия обаче възразява – според нея това не може да е Индия. През 1494 г. напрежението между Иберийските държави заплашва да се превърне във война. Папа Александър VI предлага посредничество и на 7 юни е подписан прочутият договор от Тордесиляс. Според този документ се прокарва мислена разделителна линия на 370 левги на запад от Канарските острови. Всичко на изток от нея остава за португалците, а запад – за испанците. Така ако Колумб е прав, испанците биха получили Индия, а ако не е – тя ще остане за португалците. Това е хазартно споразумение. Разделени са пространства, които в общи линии са неизвестни. Никой не знае какви опасности или богатства се крият в тях.
Междувременно Колумб осъществява още три плавания. Открива нови земи, но повечето се оказват острови (Ямайка, Куба, Испаньола). Така и не намира достоверни сведения, че те са част от Азия. Няма нито подправки, нито слонова кост, нито индуистки храмове. Умира през 1506 г. убеден в правотата си, когато мнозина други основателно се съмняват. Що се отнася до португалците, през 1497 г. те най-после са готови да изпратят експедиция към Индия. Начело застава Вашку да Гама. През май 1498 г. корабите достигат град Каликут и купуват екзотични стоки. Печалбата надхвърля многократно направените разходи.
Успехът на тази експедиция кара португалския крал да подготви нови. През 1500 г. Педру Кабрал достига Бразилия, а след това Индия. Предизвикан от нападенията на мюсюлмански търговци, той за първи път използва корабните оръдия. Оттук нататък португалците бързо завземат позиции в Индийския океан. Разгромяват арабския флот, изпратен да ги прогони, завземат градове в Индия и остров Цейлон. Изграждат мрежа от бази и приятелски пристанища и монополизират най-доходоносната търговия в света.

### Първи околосветски плавания
В началото на ХVІ в. испанците се убеждават, че откритието на Колумб не е Индия. Първият изследовател, който предполага, че става дума за цял нов континент, е Америго Веспучи. Той изказва това през 1501 г. и малко по-късно континентът е наречен на негово име – нещо, което мнозина считат за несправедливост. Преди още да бъдат открити богатствата на Америка испанците започват да търсят начин за нейното заобикаляне. През 1513 г. Васко Нунес Балбоа открива Тихия океан, а скоро става ясно, че в познатия на европейците район той няма връзка с Атлантическия.
През 1519 г., от Испания отплава голяма ескадра, която си поставя за цел да открие западен морски път към Азия. Начело стои португалецът Фернандо Магелан. Петте му кораба се спускат все по-на юг край Южна Америка, откриват залива Ла Плата, който първоначално приемат за проток. С много перипетии (стига се дори до бунт) през 1520 г. Магелан преминава през тесен и опасен проток, наречен днес на неговото име. „Всички ние бяхме отново в добро разположение на духа, защото открихме протока, който мнозина преди нас бяха търсили напразно“, пише за този миг хронистът Антонио Пигафета. След това Магелан безразсъдно се впуска в безкрайната шир на Тихия океан – време на тежки страдания за екипажа. След повече от сто дни без да видят земя испанците достигат Филипинските острови. Там адмиралът е убит. Всички кораби освен Виктория са изоставени. През 1522 г. Виктория се връща в Испания натоварен с подправки. От 235 моряци оцеляват само 18.
Това първо околосветско плаване доказва нещо, което вече всички знаят – че Земята е кръгла. То показва колко голям и почти непреодолим е Тихият океан. Разкрива повече от всяка друга експедиция колко опасен е дългият престой в открито море. И все пак още преди края на ХVІ в. англичанинът Френсис Дрейк прави втора околосветска обиколка. Само че той не минава през Магелановия проток, а по на юг – през протока наречен на него – Дрейк.

### Откритията на конкистадорите
Конкистадорите (испанските завоеватели в Америка) също правят значими географски открития. Техните мотиви нямат нищо общо с науката, нито дори с богатствата на източните страни. Те откриват, че Новият свят сам по себе си притежава голяма финансова стойност. След покоряването на Куба и на Дариен (днешна Панама) се чуват слухове за богати страни на север и юг. Още първите военни експедиции (на Ернан Кортес срещу ацтеките, на Франсиско Писаро срещу инките) допринасят донякъде за географските познания. Богатствата заграбени от завоевателите вдъхновяват нова плеяда завоеватели да търсят страната на златния цар (Елдорадо) и много от тях извършват истински географски подвизи.
През 1535 – 1537 г. Диего де Алмагро се спуска на юг към Чили, пръв вижда пустинята Атакама и придобива представа за характера на Андите. Франсиско де Ореляна става жертва на обстоятелствата, което му осигурява слава и до днес. Войните между конкистадорите го принуждават да се спусне по река Амазонка – от Андите чак до устието на 3500 km (1541 – 1542). Така европейците научават за голямата река. В Северна Америка Ернандо де Сото пътешества през Флорида и Мисисипската низина. Той е първият европеец, който попада на средното течение на Мисисипи (1540). Франсиско де Коронадо търси злато в Скалистите планини – открива Гранд каньон, навлиза в големите равнини и достига до река Мисури. Никой от тези пътешественици не открива достатъчно богатства, които да оправдаят положените усилия. Направените открития не дават пълна представа за вътрешността на континентите, но все пак са „от голяма важност от географска гледна точка“.

### Търсене на северни пътища към Далечния изток
Англичаните и французите се включват в търсенето на морски пътища още от началото с плаванията на Джон Кабот (1497 – 1498), Джовани да Верацано (1523 – 1524) и Жак Картие (1534 – 1542). Благодарение на тях са проучени източните брегове на днешните САЩ и Канада, но не са открити никакви протоци към Тихия океан. През втората половина на ХVІ в. търсенията се насочват по на север. Мартин Фробишър достига днешния остров Бафинова земя, а Джон Дейвис изследва гренландския бряг до 84-тия паралел. В началото на ХVІІ в. търсенето става още по-настойчиво и въпреки това усилията на Хенри Хъдсън, Томас Батън, Робърт Байлът и Люк Фокс остават без резултат. Става ясно, че в тези мразовити райони морски път или няма, или е недостижим с тогавашните технически средства.
Холандци и англичани се впускат да търсят път към Индия и на североизток (т. нар. Северен морски път). Те смятат, че Азия може да бъде заобиколена сравнително лесно от тази страна. Наивността им струва скъпо, тъй като първите експедиции се оказват неподготвени за полярните условия на Арктика. Така изчезват корабите и екипажът на Хю Уилоби и Ричард Чанслър през 1553 г. Повече успех има Вилем Баренц (1594 – 1597), но и той плаща с живота си. Никой не успява да стигне по-далеч от остров Нова земя и търсенето е преустановено.

## Преход към научен характер на изследванията (ХVІІ – ХVІІІ в.)

### Холандци в океаните
Съединените провинции на Нидерландия възникват като държава след революцията срещу Испания от 1566 г. От края на ХVІ в. холандците започват да изместват португалците от тяхната сфера на влияние в Индийския океан. Завземат Гвинея, околностите на нос Добра надежда, създават бази в Индия и Цейлон, в Малака и през 1619 г. основават на остров Ява голямата си колония Батавия. Поставят под контрол почти цялата търговия между Азия и Европа, което им носи баснословни приходи. От Батавия холандски кораби плават на изток и юг, опитвайки да изяснят географията на региона. Първото значимо плаване е дело на Вилем Янсзон през 1605 – 1606 г. Документирано е неговото стъпване на брега на Австралия, след което той изследва западния бряг на полуостров Кейп Йорк. Тогава фактът не прави впечатление и едва по-късно става ясно, че е намерен нов континент. В следващите години други холандци като Дърк Хартог и Фредрик де Хаутман попадат на западния австралийски бряг в района на днешния град Пърт.
По това време съществува идеята, че в южната част на света съществува огромен континент – Terra Australis Incognita. Тесни протоци го делят от Африка и Америка. Той балансира планетата, за да не се „преобърне“. Дали земята, открита при случайните холандски плавания, е въпросният континент? На този въпрос се заема да отговори друг мореплавател – Абел Тасман. През 1642 г. с два кораба той се спуска на юг в Индийския океан, после завива на изток. Дълго плава, без да види земя. Попада на редица острови – Тасмания, Нова Зеландия (но не разбира, че са два острова), Тонга и Фиджи. На следващата година изследва австралийския бряг от Пърт до Кейп Йорк. Благодарение на него стават ясни две неща: на юг от остров Нова Гвинея има голям континент; но той не е онзи южен континент, който Тасман е търсил.

### Французи в Северна Америка
В началото на ХVІІ в. французите се установяват в днешна Канада, като основават градовете Квебек и Монреал. Това се дължи главно на личността на Самюел дьо Шамплен. В няколко експедиции той открива река Сейнт Лоурънс, езерото Шамплен, езерата Онтарио и Хюрън. От 1627 г. е губернатор на Нова Франция. Изследователската му дейност е продължена от Жан Николе, който открива горното течение на Мисисипи (1634), от Луи Жолие и Жак Марке, които преминават езерото Мичигън (1672), откриват река Уисконсин и плават по Мисисипи. Но най-значимото име в тази епоха е на Рене Робер дьо Ла Сал.
Ла Сал се установява в Нова Франция през 1665 г. и, запленен от идеята да пътува в неизвестното, се отдава на откривателска дейност. Той открива и проучва река Охайо (1669), основава форт Фронтенак, откъдето развива активна търговия с кожи. Това му носи богатство и аристократична титла. Пътува до горното течение на Мисисипи, основава днешния град Сейнт Луис, а през 1681 – 1682 г. с малък кораб се спуска по цялото течение на Мисисипи, обявявайки двата ѝ бряга за владение на крал Луи ХІV – Луизиана. Половин век по-късно семейство Верандри (Пиер Готие и четиримата му сина) – трапери и търговци с кожи – проникват далеч на запад, откривайки и проучвайки обширна зона между реките Мисури и Саскачеван. Те откриват езерата Уинипег, Манитоба, Уинипегосис, както и реките Нелсън и Саскачеван.

### Руснаците изследват страната си
Основна статия: Велика северна експедиция
В края на ХVІ в. руснаците начело с Ермак Тимофеевич покоряват Сибирското ханство. В следващото столетие Русия се разпростира чак до Тихия океан. Властта в тези непознати и почти ненаселени райони е само формална. Не се знае какъв е брегът, нито релефът или природните ресурси. Частични проучвания се извършват в средата на ХVІІ в. Тогава Семьон Дежньов минава през Беринговия проток без да си даде сметка, че насреща е Америка. Това продължава до времето на Петър І, който планира голяма експедиция за проучване на Сибир. Тя е осъществена от племенницата му Анна и дъщеря му Елисавета между 1733 и 1743 г.
Инициатор е един датски авантюрист на руска служба, на име Витус Беринг. Той става известен със своята експедиция към Камчатка през 1725 – 1730 г., когато преминава протока, наречен на неговото име. Тъй като обаче не успява да изследва Аляска – неговата главна цел, подготвя втора експедиция. Под негово ръководство са организирани около 3000 души, повечето от които учени. Арктическият бряг на Азия е разделен на сектори и към всеки е изпратен отделен отряд. Най-голям принос имат Степан Муравьов, Дмитрий Овцин, Харитон и Дмитрий Лаптеви, Семьон Челюскин. Беринг и помощникът му Алексей Чириков успяват този път да открият и изследват Алеутските острови, а след разделянето им Беринг достига до Аляска. Той е първият европеец, стъпил на бреговете ѝ.

### Откритията в Тихия океан
В началото на ХVІІ в. най-голямото бяло петно в света е Тихият океан. Всички испански експедиции от ХVІ в. минават приблизително по Eкватора, но правят известни открития – Филипините, Маршаловите острови (Мигел Лопес Легаспи), Соломоновите острови (Менданя де Нейра). През 1605 – 1606 Педро Фернандес де Кирос открива архипелазите Туамоту, Самоа и островите Кук и Вануату. Един от неговите капитани (Луис Ваес де Торес) пръв преминава протока между Австралия и Нова Гвинея (днес Торесов проток). Испанците откриват как да се връщат към Мексико въпреки обратните океански течения. Скоро това голямо „море“ вече не е само тяхно. Първи навлизат холандците. През 1615 – 1616 г. Якоб Лемер и Вилем Схаутен откриват нос Хорн (именно те го наричат така), а после пресичат океана, откривайки много атоли от големите архипелази.
В началото на ХVІІІ в. друг холандец плава през океана – Якоб Рогевен. Той търси южния континент, но открива остров Пасха. През 60-те години интересът към този регион изведнъж се увеличава. Почти едновременно тук се появяват корабите на Джон Байрон, Луи Антоан дьо Бугенвил и Самюъл Уолис. Открити и преоткрити са стотици островчета. Въпреки това остават големи неизвестни. С тяхното изясняване се заема най-значимият изследовател на Тихия океан изобщо – англичанинът Джеймс Кук. Когато през 1768 г. той отплава за първи път, стоят поне три задачи: да се разбере има или няма голям южен континент, да се установи докъде на изток се простира Австралия и да се изследват пространствата на север от Екватора, където може да се крият големи непознати острови. В три експедиции, от които първата е най-успешна (Кук се връща без нито един загинал моряк – удивително постижение за времето си) той постига напредък по всички въпроси. Изследва източния австралийски бряг, открива протока между новозеландските острови, доказва, че южният континент (ако го има) е много по-малък, отколкото се е мислело и открива Хавайските острови. За жалост, подобно на Магелан, той загива в битка с туземците през 1779 г.
Следващата значима експедиция в Тихия океан е на Жан-Франсоа Лаперуз. През 1786 – 1788 г. той изследва източните азиатски брегове (Сахалин, Хоккайдо, Охотско море), които са познати на руснаците, но не така добре на западноевропейците. След посещение в Самоа и Австралия корабите изчезват. Години наред съдбата им е забулена в тайнственост. Въпреки започналата скоро Френска революция, страната изпраща ескадра да ги търси, но тя не постига успех. Един английски капитан попада на следи от корабокрушението на островите Санта Крус и през 1828 г. Дюмон-Дюрвил е изпратен да потвърди фактите.

## Изследване на вътрешността на континентите през ХІХ век
Чисто научните експедиции като част от географските открития започват в средата на ХVІІІ в., когато в Европа тече епохата на Просвещението. За първи път организатори на пътешествията стават научни академии и дружества. Постигнатите резултати решават много неясноти, натрупани поради различните мотиви на дотогавашните изследователи. Въпреки това и сега не липсват пътешественици, които обслужват политически и търговски цели.

### Америка
Началото на научните изследвания в Америка е поставено от френската експедиция на Шарл-Мари дьо Ла Кондамин през 1736 – 1745 г. Този забележителен учен извършва редица измервания на дъгата на меридиана, за да се определи истинската форма на Земята. После се спуска по река Амазонка – истинско повторение на плаването на Ореляна. Само че този път са измерени координатите на редица точки на реката и може да се направи първата точна карта. Още по-голямо значение има пътуването на германеца Александър фон Хумболт и французина Еме Бонплан. Между 1799 и 1804 г. в района на Карибите и Андите те откриват над 3000 нови растения, описват бифуркацията на река Касикиаре, изкачват се по склоновете на вулкана Чимборасо над 5500 m – рекорд по това време. Експедицията не извършва географски открития в прекия смисъл на думата, но има огромен научен принос и прилага методи, използвани от много учени по-късно.
Определена роля за изследването на Южна Америка има Чарлз Дарвин. През 1831 – 1833 г. той пътува с кораба Бигъл, изследвайки скалите, животните и растенията в Патагония и на Галапагоските острови. Неговите наблюдения на континента стават основа за бъдещата теория за произхода на организмите. В следващите десетилетия в Гвианските планини работят френски географи, някои от които – професори. Сред тях по-важни са Франсис Кастелно, Анри Кудро и Жул Крево.
В Северна Америка първият истински учен е англичанинът Александър Маккензи. Като агент на Северозападната компания, която търгува с кожи и има нужда от чисто географски изследвания, от 1789 до 1794 г. проучва реките и езерата на западна Канада. Той е първият бял човек, който вижда Голямото робско езеро и реките Пийс и Маккензи. С удивително умение, заедно с 12-те си спътници, той се придвижва по сложния терен на Скалистите планини, като през 1789 г. за 100 дни изминава 5000 км. Отчетите му са пълни с полезна географска информация. Експедицията на Луис и Кларк от 1804 – 1806 г. също има политическа аргументация, но прераства в научен експеримент. Мериуедър Луис и Уилям Кларк имат за цел да проучат Луизиана, закупена от САЩ от Франция. Те се придвижват по река Мисури, прехвърлят Скалистите планини и се спускат по реките Снейк и Колумбия до Тихия океан. Макензи, Луис и Кларк стават първите европейци, пресекли континента от единия до другия океан. До края на века изследванията са продължени от Дейвид Томпсън, Зебулон Пайк и др.

### Африка
Африка е позната на европейците от древни времена, но само в северната част. Португалците установяват формата и размерите ѝ, проникват малко в Гвинея и Мозамбик, но като цяло вътрешността е огромно бяло петно. Нищо не се знае за началото на големите реки, за народите и богатствата на този голям континент. В края на ХVІІІ в. в Англия е основано Дружество за откриване на вътрешните области на Африка, което наема Мунго Парк да изследва река Нигер. От 1795 до 1797 г. той проучва Сенегал и Гамбия и установява, че те не са свързани с Нигер. Приближава митичното селище Тимбукту, но не го достига. Така той пробужда огромен интерес към тайните на Африка. Скоро е изпратен отново, но този път пада жертва на тропичната треска. Двадесет години по-късно делото му е продължено от Александър Ленг, който става първият европеец, посетил Тимбукту. Французинът Рене Огюст Кайе пътува в околностите на реката и прави подробни описания и карти.
При изследването на Сахара голям принос имат трима германци – Хайнрих Барт, Герхард Ролфс и Густав Нахтигал. През 1850 г. Барт пресича огромната пустиня от Триполи до езерото Чад и по пътя открива, че флората и фауната хиляди години по-рано са били далеч по-пищни. Оттук той прави изводи за промяната на климата. После изследва Нигер и посещава Тимбукту. Ролфс се представя за мюсюлманин и постъпва като лекар при султана на Мароко. Цели 20 години пътешества из пясъците на Сахара, давайки информация за особеностите на релефа, климата и населението. Нахтигал тръгва към Африка по поръчение на кайзера. Той трябва да осъществи дипломатически контакти с народите от региона. Междувременно изследва платото Тибести и прави отлична карта.
Безспорно най-значимият изследовател на Африка е Дейвид Ливингстън, лекар от Шотландия. Изпратен като мисионер сред бушмените в Калахари, той се изкушава да изследва съседните райони. Пръв пресича южната част на континента от запад на изток, определяйки вододела между реките Конго и Замбези. След първото си пътуване (1849 – 1856) се връща в Англия, където е посрещнат с огромен интерес. И при второто пътуване (1858 – 1864) се интересува от Замбези и езерото Няса (Малави). Открива и водопада Виктория. Целта на третото му пътуване (започнало през 1866) е отговорът на един голям въпрос – откъде извира древната река Нил. Дотогава вече е ясно, че Нил изтича от езерото Виктория, сега Ливингстън доказва, че не е свързан с Танганика. Уморен и болен, през 1868 г. той спира в селото Уджиджи и прекъсва връзките си в Европа. Съдбата му се превръща в най-голямата загадка на тогавашния свят. Вестник Ню Йорк Хералд изпраща журналиста Хенри Мортън Стенли да го открие. Срещата между двамата през 1871 г. се превръща в сензация. Две години по-късно Ливингстън умира, а Стенли изследва течението на река Конго.

### Азия
Азия – най-големият континент на Земята – е и най-добре проучен в началото на ХІХ в. Все пак професионалните географи и геолози имат още много какво да свършат. Неизброимо е множеството на хората, отдали живота си за тази цел. Най-голяма е заслугата на руснаците. Пьотър Чихачов през 40-те години изследва Алтай и Саяните, а след това – Мала Азия; Александър Милендорф изучава района на полуостров Таймир, а Херман Абих (германец на руска служба) – Кавказ и връх Арарат. През 1850 г. е картографирано езерото Байкал, малко след това – река Амур. Един от най-известните учени от този период е Пьотър Семьонов. Неговите подробни изследвания в планината Тяншан през 1856 – 1857 му носят голяма слава в научните среди и прозвището Тяншански.
Тук трябва да се спомене и дейността на английските и немските геолози и географи. През 1857 г. Хенри Остин открива в Каракорум два от най-големите ледници в света – Хиспар и Биафо. Председателят на германското географско дружество Фердинанд фон Рихтхофен изследва Китай, Ява, Филипините и прави смели теории – например за произхода на скалата льос и за връзката между скали, природа, климат и население. Французинът Франсоа Гарние предприема мащабно изследване на река Меконг, а индиецът Наин Сингх пресича Хималаите и пръв предполага, че реките Цангпо и Брахмапутра са всъщност една и съща река.
През 1867 г. започват пътуванията на най-важния изследовател на вътрешността на Азия – Николай Пржевалски. За почти двадесет години той организира четири експедиции главно в района на Монголия, Джунгарската падина и Тибет. Размахът на проучванията е огромен, той открива изворите на Хуанхъ, подробно картографира хребета Кунлун и езерата Лобнор и Кукунор. Открива хиляди нови животни – 5000 птици, 1200 влечуги, над 600 риби, както и 16 000 нови растителни видове. Едно от най-интересните му открития е конят на Пржевалски – вид див кон, който се отличава от всички други породи коне.

### Австралия
Благодарение на Тасман, Кук и Матю Флиндърс бреговете на Австралия са ясно установени. Вътрешността също е напълно проучена през ХІХ в. благодарение на усилията на няколко британски пътешественици. През 1835 – 1846 г. четирите експедиции на военния топограф Томас Мичъл водят до пълното картографиране на течението на река Дарлинг и притоците ѝ Лаклан и Мъръмбиджи. По същото време правителството изпраща Джон Еър да изследва южната част на страната, където се създава голям проблем със земята на преселниците. Той навлиза в централните пустинни райони и изследва езерото, което днес носи неговото име. На север най-значими са проучванията на Чарлз Грегъри, в централната част на Питър Уорбертън и Джон Стюарт.

## Изследване на полярните региони

### Откриване на Антарктида
Големият южен континент е една от най-големите загадки още от ХVІ в. Много мореплаватели посвещават живота си, за да го търсят. Става ясно, че или няма такъв, или е много по-малък. През 1820 г. руските изследователи Фадей Белинсхаузен и Михаил Лазарев се спускат от Нова Зеландия право на юг. Както всички преди това, няколко пъти напредват и се връщат, принудени от ледовете. Успяват да открият редица острови, а на 27 януари 1821 г. стигат на 32 km (тоест на видимо разстояние) от самия континент. В същото време и англичанинът Едуард Брансфийлд удостоверява наличието на земя. Така се опровергава заключението на Джеймс Кук от половин век по-рано, че отвъд южната полярна окръжност има само лед, не и континент.
На следващата година американецът Джон Дейвис стъпва на брега на Антарктида. Точните брегове са обект на проучване през целия ХІХ в. (основно от Джеймс Кларк Рос), но поради трудните условия стават ясни само приблизително.

### Северният полюс
В началото на ХХ в. с особена острота се поставя въпросът могат ли да бъдат достигнати полюсите на земята. Науката е достатъчно напреднала, за да може да се изчисли дали дадена експедиция е достигнала мислената точка на полюса. Северният полюс, като по-близка цел за европейците, по-рано става обект на домогвания. През ХІХ век последователни опити да го достигнат предприемат Уилям Пари и Джордж Уошингтън де Лонг. Ледовете смачкват кораба на Лонг, той и половината му екипаж загиват, което очертава голям проблем пред следващите изследователи. Норвежецът Фритьоф Нансен създава кораба Фрам, който може да оцелява в тези условия. Така през 1895 г. той с един спътник минава отвъд 86-ия паралел (на 450 km от полюса).
Двама души спорят за достигането на полюса – Фредерик Кук през 1908, но тъй като не доказва твърдението си, то не му е признато; и Робърт Пири през 1909 г. Научната общественост смята, че доказателствата на Пири са по-убедителни, но впоследствие и те са общо взето отхвърлени. Първото доказано достигане на полюса е направено от Руал Амундсен през 1926 г.

### Южният полюс
Първият опит да се достигне Южния полюс е дело на Джеймс Кларк Рос през 1840 – 1843 г., който смята, че това може да стане по море. Същинските опити започват в началото на ХХ в., почти по същото време, когато това става и със Северния полюс. През 1909 Робърт Скот спира на 112 мили (отвъд 88-ия паралел). През 1911 – 1912 г. се разгаря надпревара между него и Руал Амундсен. На 14 декември 1911 г. Амундсен изпреварва Скот, който загива, заедно със спътниците си по обратния път.

## Последици
Великите географски открития са едно от онези явления, оставили най-траен отпечатък върху развитието на човешката цивилизация. Не е случайно, че те (и по-точно откриването на Америка през 1492 г.) се възприемат от много историци като граница между средновековната и модерната епоха. Последиците от тях са разнообразни. Те засягат всички сфери от живота (това е възможна тяхна класификация), могат да се разграничат и във времето. Географските откритя и изследвания от ХV-ХVІІ в. имат предимно стопански, политически, социални и духовни резултати, докато от ХVІІІ до ХХ в. преобладават последици в научната област.

### Последици през ХVІ и ХVІІ в.

#### Развитие на географските представи
Първият извод от започналите през ХV век плавания е откритието колко голяма всъщност е Земята. Още португалците край Африка са учудени от този факт, Магелан също не предполага колко голямо е разстоянието между Америка и Азия. Планетата се оказва около четири пъти по-голяма дори от най-смелите предположения в края на Средновековието. Второто откритие (или по-скоро потвърждение) е нейната кръгла форма. Всякакви съмнения отпадат, когато завършва първото околосветско плаване. Дори само това провокира учените към по-нататъшни разсъждения и около 1514 г. полският астроном Коперник обосновава хелиоцентризма. Ревизирането на представата за света (появата на идеята за полюсите) ражда модерната географска координатна система, базирана на паралели и меридиани. Виждаме я приложена в картата на Франциск Монахус през 1527 г. и доразвита от Абрахам Ортелиус и Герардус Меркатор до края на века.

#### Икономически последици
Откритията завинаги изместват основните търговски пътища от Средиземно море. Времето на Венеция и Генуа и на арабските търговци отминава и португалци, холандци, а след това англичани монополизират търговията с източните страни. Търговският обмен се повишава с бързи темпове, а цените на редките и луксозни стоки, заради които започва всичко, рязко намаляват и достигат нормални нива. Именно през ХVІ в. се поставят далечните основи на съвременната търговска система, при която всеки регион в света може да получи стоки от останалите региони. Неочаквано обаче не Изтокът, а новият континент Америка има най-голямо стопанско значение за Европа. В Америка испанците откриват и докарват 4 – 5 пъти повече злато и сребро, отколкото има в средновековна Европа. Това девалвира стойността на ценните метали и предизвиква „революция на цените“, каквато скованите схващания на средновековните хора не познават. В началото тя е стресираща, но после оказва стимулиращ ефект върху тези икономики, които могат да се адаптират. Директните получатели на златото Испания и Португалия не го инвестират в производство и то  отива в Нидерландия, Англия, Германия и Франция и съдейства за възхода на техните икономики.
Ролята на Америка се счита за особено важна от Адам Смит. В книгата си „Богатството на народите“ той пише: „Всеки ще признае, че откриването и колонизирането на Америка допринесе за развитието на промишлеността...“ – на всички държави в Европа, дори на тези, които нямат никакви връзки с нея. Европейската икономика открива в колониите сигурни пазари за своите стоки, а срещу това получава евтина селскостопанска продукция. Тази нова ситуация ражда първите модерни икономически теории – на първо място меркантилизма.

#### Политически и социални последици
Пряката политическа последица е появата на колониалните империи – първо испанска и португалска, след това на другите морски държави. Колониите са важен придатък към своите метрополии като политическо влияние и авторитет. Същевременно те са предизвикателство и всяка държава търси начин да организира огромните нови територии. Използваните методи предопределят успеха или провала на отделните колониални империи. Изместването на морските пътища променя политическата ситуация и в Европа. Италия остава на заден план. Големите западноевропейски монархии поемат инициативата. Увеличените им доходи ги превръщат модерни държави – символ на епохата на новото време. Напълно се променя и световният баланс на силите – за първи път Европа става водещ континент, а мощни стари държави като Китай, Империята на великите моголи, Империята на инките са унищожени или сведени до жалко съществуване.
Притокът на евтина продукция от колониите фатално подкопава икономическата основа на старата аристокрация и тя вече не може да запази своето водещо положение. Развихрилата се търговия издига отделни групи от третото съсловие до непознати висоти – търговци, промишлени предприемачи, корабопритежатели. Страните, в които такива хора имат свобода на стопанската инициатива (най-вече Англия и Холандия), се радват на най-голям просперитет.
Същевременно се появява новата прослойка на преселниците – хора, които никога не се завръщат в Европа. Те имат по-особен манталитет, защото притежават роби или просто защото условията са други. Постепенно развиват собствено самосъзнание и логично се стига до появата на съвсем нови държави – първо в Америка, после и в другите континенти: държави, които често нямат никаква връзка с образуванията отпреди откритията.

#### Промени в начина на живот
Основна статия: Колумбов обмен
Независимо че ранните открития не са предприети от научни мотиви, те предизвикват истински разцвет на науките. Редица науки разширяват многократно базата върху която се развиват – географията от натрупаните географски знания, биологията от откритите хиляди нови растения и животни, етнологията – заради непознатите дотогава народи и техните обичаи. Просперира, както се каза, и науката за стопанството. За обикновените хора обаче промените не се състоят в това, а в навлизането на растения и животни, които разнообразяват трапезата и производството. Най-голяма роля тук имат картофите, с които европейците се запознават в края на ХVІ в., но едва към 1750 г. те започват да се разглеждат не като лекарство, а като храна. Също и царевицата, видяна за първи път още от Колумб, доматите, пиперът, тютюнът, какаото. Шоколадът, произвеждан от ацтеките и пренесен от обкръжението на Кортес в Испания, остава скъпа напитка на елита. Той е въведен от Ана Австрийска във Франция и така се разпространява в цяла Европа.

### Последици през ХVІІІ и ХІХ в.
От средата на ХVІІІ в. значението на географските открития и изследвания се свежда предимно до науката. Все пак, доколкото улесняват колонизацията (в Африка, Азия, Австралия), те спомагат за окончателното налагане на европейските държави над останалите, за по-нататъшното развитие на търговията, донякъде – за индустриалната революция и социалната диференциация. Но това става във все по-ограничени мащаби.
Подемът на науките през епохата на Просвещението е подпомогнат от откритията направени от изследователските експедиции. Интересът към живота на дивите племена ражда теорията за „златния век“ на човека през първобитната епоха. Тя се споделя от Жан-Жак Русо в „Беседа върху неравенството“ и по-късно в прочутата му мисъл „Човек се ражда свободен, а навсякъде е в окови“. Когато шведският естествоизпитател Карл Линей посещава ботаническата градина на Георг Клифорд – високопоставен служител на холандската Източноиндийска компания, събрана от далечните земи, теорията му за класифицирането на организмите придобива ясни очертания. Също и Чарлз Дарвин издава известната книга „Произход на видовете“ след като е направил много наблюдения по време на пътешествието си. Рихтхофен, след като изследва Китай, формулира понятието „път на коприната“.